# Cynognathus
Cynognathus („Hundekiefer“) ist eine Gattung ausgestorbener Therapsiden (früher als „säugetierähnliche Reptilien“ bezeichnet). Die Tiere dieser Gattung lebten vor 245 bis 237 Millionen Jahren zur Zeit der Unter- und Mitteltrias auf Gondwana. Die einzige beschriebene Art von Cynognathus ist Cynognathus crateronotus.

## Merkmale

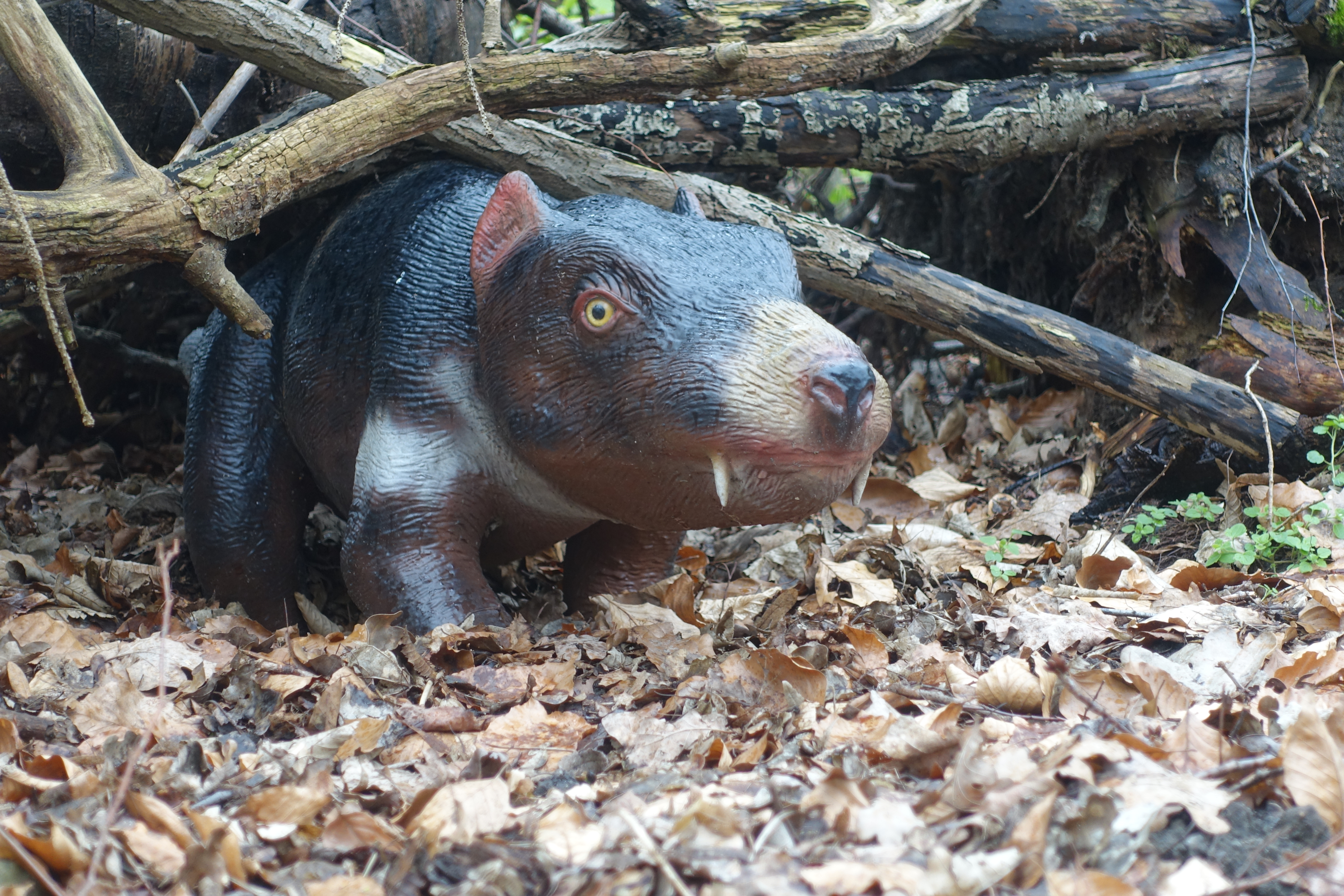
Lebendrekonstruktion eines Cynognathus crateronotus

Cynognathus war ein großer Fleischfresser mit massigem Körper. Mit einer Schädellänge von 30 bis 40 cm war er eines der größten Raubtiere der Trias. Die starke Hinterhauptregion lässt eine kräftige Nackenmuskulatur vermuten. Die Schnauze war lang, hinter den großen Eckzähnen wurde sie etwas schmaler. Die Backenzähne waren seitlich abgeflacht und grob gesägt. Zwischen den Zähnen der Ober- und des Unterkiefers kam es nicht zu einer präzisen Okklusion.
Das Dentale, bei den Säugetieren der einzige Knochen des Unterkiefers, war im Verhältnis zu den anderen Unterkieferknochen ursprünglicher Synapsiden schon sehr stark vergrößert. Die anderen Unterkieferknochen (Articulare, Praearticulare, Surangulare und Angulare) bildeten ein stabförmiges Element, das in einer Rinne an der Innenseite des Dentale eingebettet war. Das Kiefergelenk wurde noch von Quadratum und Articulare gebildet.
Das synapside Schädelfenster war klein. Seine begrenzenden Knochen waren im Vergleich zu Thrinaxodon sehr kräftig, so dass sie einen breiten Ansatz für kräftige Kiefermuskeln bildeten.

## Funde
Fossilien von Cynognathus wurden in Südafrika, dort insbesondere der Karoo, in Lesotho, Argentinien, der Volksrepublik China und der Antarktis gefunden.